# 譚嘉儀
譚嘉儀（英語：Tam Ka Yee / Kayee Tam，1988年8月13日—），香港女歌手、演員及節目主持，現為獨立歌手，曾於《2020年度勁歌金曲頒獎典禮》奪得「最佳演繹女歌星」獎項。

## 個人經歷

### 早年生活
譚嘉儀從小充滿音樂天份，5歲便開始作曲和作詞。其兄長比她大一歲（另有一姊），就讀同一所小學；因為兩人都喜歡音樂，所以特別投契；她曾就讀新生命教育協會呂郭碧鳳中學（2005年中五）和赴紐西蘭新普利茅斯留學，最初修讀位於新普利茅斯的新西蘭太平洋國際酒店管理學院（Pacific International Hotel Management School）酒店管理文憑課程，但不是其興趣所在，結果入學一年便放棄，且在2007年離校。兩年後當她取得居留權就於2009年起在但尼丁奧塔哥大學修讀音樂系（與香港大學合辦），期間曾申請政府貸款，同時於百貨公司任職化妝品銷售員賺錢。

### 入行經過

#### 2011年－2015年：參加《超級巨聲3》入行
2011年，譚嘉儀以交換生身份回流香港，在香港大學修畢最後一年餘下部分課程，同年參加無綫電視歌唱選秀節目《超級巨聲3》奪取季軍，比賽後與無綫電視簽約而加入娛樂圈。2012年起也開始透過影片分享網站 YouTube 發佈其翻唱作品，以及自導自演音樂錄像。2014年，譚嘉儀加盟星夢娛樂。

#### 2016年：出道囊括三台新人獎
2016年，譚嘉儀則正式以歌手身份出道，推出首支個人派台歌曲《印記》，該曲由她作詞及與譚耀倫一同作曲。《印記》一曲於2015年與胞兄共同創作，本來獻給該年結婚的胞姊，並為此拍攝了一部簡單短片，但她認為要把歌曲上傳到網上分享，沒必要讓其親友亮相，遂決定找來馮家俊負責編曲，胡鴻鈞和駱胤樺演出音樂錄像 （页面存档备份，存于）。7月，譚嘉儀推出的《扯線木偶》成為她首支冠軍歌。9月，譚嘉儀主唱無綫電視劇《律政強人》插曲《Can You See》。年尾，譚嘉儀更獲得《第三十九屆十大中文金曲頒奬音樂會》「最有前途新人獎 金獎」、《2016年度勁歌金曲頒獎典禮》「最受歡迎新人獎 金獎」及《新城勁爆頒獎禮2016》「勁爆新人 銅獎」，囊括三台新人獎，為2016年香港樂壇新人之最。

### 人氣急升

#### 2017年：《降魔的》、《陪着你走》走紅

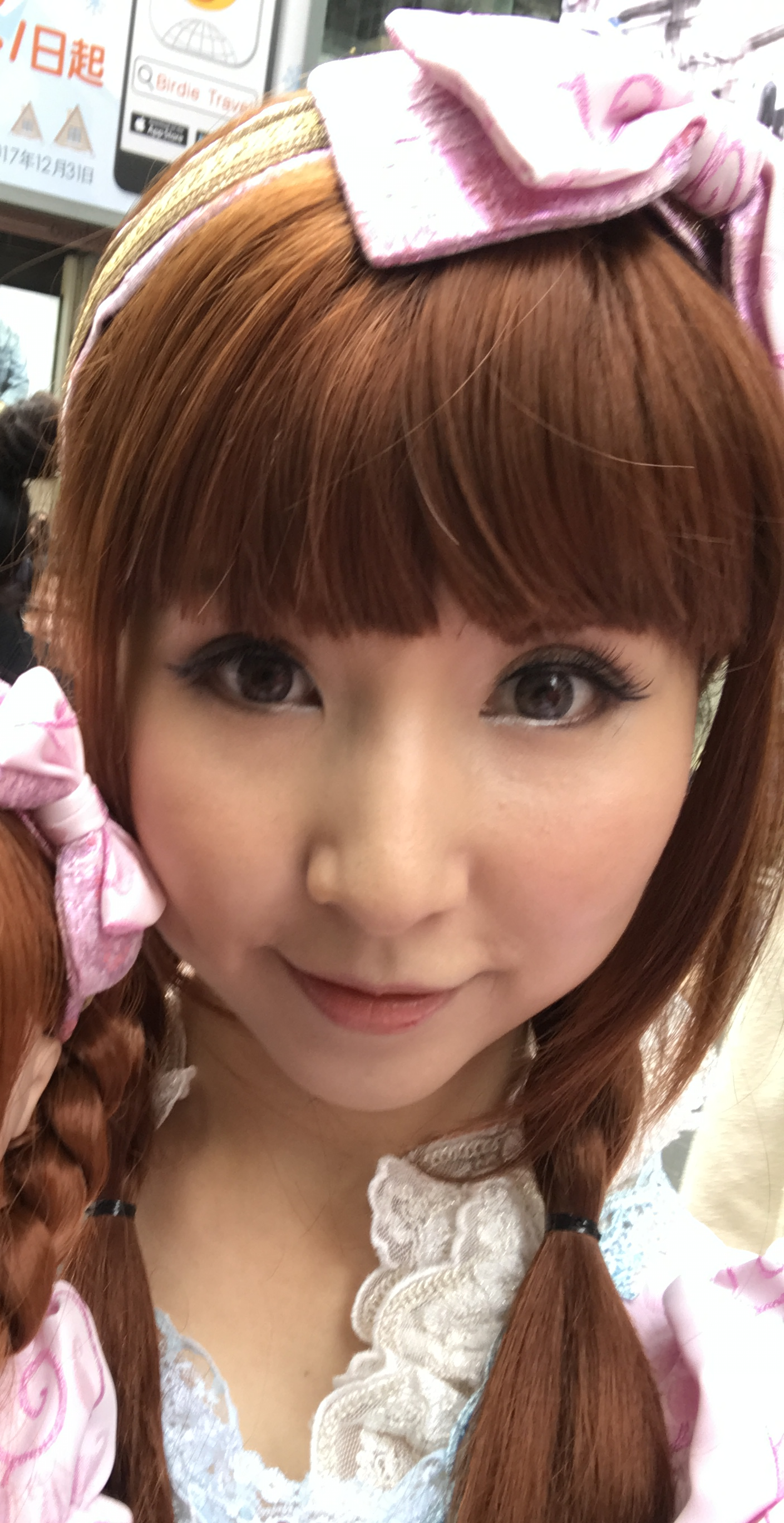
2017年11月4日，譚嘉儀出席「降魔伏妖 集氣登場」宣傳活動。

2017年，譚嘉儀於無綫電視台慶劇《降魔的》飾演玩偶「莉莉」受到網民注目，同年推出了六首獨唱歌曲，當中《最後也分開》及《小堡壘》屬原創歌曲，四首屬劇集歌曲，包括電視劇《不懂撒嬌的女人》插曲《陪着你走》、《射鵰英雄傳》片尾曲《我不歸去》、《雜警奇兵》主題曲《快樂快活人》及網絡劇《降魔的番外篇 - 首部曲》主題曲《花森林》。當中《陪着你走》YouTube 累計點擊率達430萬，而她與王浩信合唱的版本亦超過220萬點擊率。同年年尾，譚嘉儀憑《陪着你走》於各大頒獎典禮橫掃歌曲獎項，首次奪得《2017年度勁歌金曲頒獎典禮》「勁歌金曲獎」，並憑合唱版本奪得《2017年度勁歌金曲頒獎典禮》「最佳合唱歌曲 金獎」及《2017年度YAHOO!搜尋人氣大獎》「人氣電視劇集合唱歌」。

#### 2018年：獲頒《勁歌金曲頒獎典禮》「傑出表現獎 銀獎」
2018年，譚嘉儀推出了五首歌曲：《冰傷》、《甜言騙局》、《果欄中的江湖大嫂》主題曲《伴你闖蕩》、《BB來了》主題曲《有了你》及《特技人》插曲《Lonely》，並於11月推出首隻個人專輯《Lonely》。同年年尾，譚嘉儀於《2018勁歌金曲頒獎典禮》憑《有了你》奪得「勁歌金曲獎」，更憑全年出色的表現首次獲頒「傑出表現獎 銀獎」。

### 高峰時期

#### 2019年：《Can You Hear》爆紅、首奪《勁歌金曲頒獎典禮》最受歡迎網絡歌星獎
2019年，譚嘉儀推出了五首獨唱歌曲，包括原創歌曲《怎麼你不找我》及四首為劇集歌曲，包括《救妻同學會》插曲《Amazing Grace》。9月，譚嘉儀為無綫電視奇幻穿越劇集《金宵大廈》主唱主題曲《今宵多珍重》，該曲音樂錄像（MV）及字幕版本分別達逾290萬及120萬點擊率，該劇插曲為該曲的快樂版本，同樣由譚嘉儀主唱。而她主唱的無綫電視劇集《白色強人》插曲《Can You Hear》備受關注，網上點擊率累計超過1200萬，又與該劇男主角馬國明合唱該歌曲中文版本《願留住你》。同年年尾，譚嘉儀於《2019年度新城勁爆頒獎禮》中奪得「勁爆躍進歌手」，並在《2019年度勁歌金曲頒獎典禮》中首度奪得「最受歡迎網絡歌星獎」，並憑《今宵多珍重》及《Can You Hear》獲頒「勁歌金曲獎」，當中《Can You Hear》更是罕有的英語歌曲取得該獎項。

#### 2020年：《原來有愛》奪《勁歌金曲頒獎典禮》最佳演繹女歌星
2020年5月，譚嘉儀於劇集《降魔的2.0》裡再度飾演玩偶「莉莉」，其主唱的插曲《原來有愛》在網上推出不足一個月，點擊量已經超過一百萬，累計點擊率達380萬，更邀請同劇演員兼好友劉佩玥一起合唱，該版本點擊率亦達300萬。12月1日，隨著無綫電視經理人合約完結，譚嘉儀希望在音樂方面再追求更多突破，因此將新經理人合約一併轉交星夢娛樂，以星夢藝人身份繼續跟無綫合作。2020年，她全年推出了五首劇集歌曲及她親自作曲的《Christmas with You》，當中包括抒情慢歌《大醬園》主題曲《真心不變》、輕快歌曲《C9特工》主題曲《怎麼去愛》、慵懶曲風《踩過界II》片尾曲《世事何曾是絕對》。同年年尾，譚嘉儀於《2020年度勁歌金曲頒獎典禮》憑《原來有愛》奪得「勁歌金曲獎」，更奪得人生首座「最佳演繹女歌星」寶座。

#### 2021年至今：《Eyes On Me》人生首個個人演唱會
2021年3月，譚嘉儀加簽無綫經理人合約，同月推出《好情人》及《愛美麗狂想曲》片尾曲《Falling In Love》，當中《好情人》由她親自作詞，而《Falling In Love》的廣東話版亦是由她親自作詞。其後譚嘉儀推出了《一笑渡凡間》主題曲《喜愛便一起》、《寶寶大過天》主題曲《天使》、《智能愛人》主題曲《不可能發生》及《七公主》主題曲《你我她》；12月，譚嘉儀推出首支跳唱歌曲《Eyes On Me》，該曲為其入行首個個人演唱會《譚嘉儀2022 Eyes On Me演唱會》的主題曲。該曲派台後取得一冠兩亞的成績。年尾憑《智能愛人》主題曲《不可能發生》入圍《萬千星輝頒獎典禮2021》「最受歡迎電視歌曲」最後五強。
2022年4月，譚嘉儀主唱的《今宵多珍重》再次成為無綫電視奇幻穿越劇集《金宵大廈2》主題曲。7月，譚嘉儀憑《不可能發生》奪得《香港金曲頒獎典禮 2021/2022》「香港金曲最佳劇集歌曲銀獎」。同月推出個人單曲《不散》。12月9日，譚嘉儀於旺角麥花臣場館舉行她人生首個個人演唱會《譚嘉儀2022 Eyes On Me 演唱會》。年尾憑《金宵大廈2》主題曲《今宵多珍重》再次打入《萬千星輝頒獎典禮2022》「最受歡迎電視歌曲」最後五強。
2025年3月9日，隨著經理人及唱片合約完結，譚嘉儀於個人Instagram宣佈之後會以獨立歌手身份發展。

## 演出作品

### 電視劇（無綫電視）
| 首播         | 劇名             | 角色                                   |
| 2013年       | My盛Lady         | 𡃁模攬枕                               |
| 2013－2016年 | 愛·回家 (第一輯) | 司徒韻（木偶妹）                       |
| 2013－2016年 | 愛·回家 (第二輯) | 司徒韻（木偶妹 / V仔）（第994、995集） |
| 2015年       | 實習天使         | 記 者（第14集）                        |
| 2016年       | 潮流教主         | 梁嘉盈（Katie）                        |
| 2016年       | 殭               | 餐廳情侶（第23、24集）                 |
| 2016年       | 一屋老友記       | 歌 手（第23集）                        |
| 2016年       | 巨輪II           | 歌 手（第18集）                        |
| 2016年       | 幕後玩家         | Abby（第4集）                          |
| 2017年       | 老表，畢業喇！   | 趙紫薇（第24集）                       |
| 2017年       | 降魔的           | 莉 莉                                  |
| 2019年       | 牛下女高音       | 街頭表演女歌手（第27集）               |
| 2020年       | 降魔的2.0        | 莉 莉                                  |
| 2020年       | 殺手             | 沝淼淼                                 |
| 2021年       | 欺詐劇團         | 利安娜（Sit）                          |
| 2021年       | 七公主           | 夏玉鳳                                 |
| 2025年       | 虛擬情人         | 夏小雨                                 |

### 綜藝節目（無綫電視）

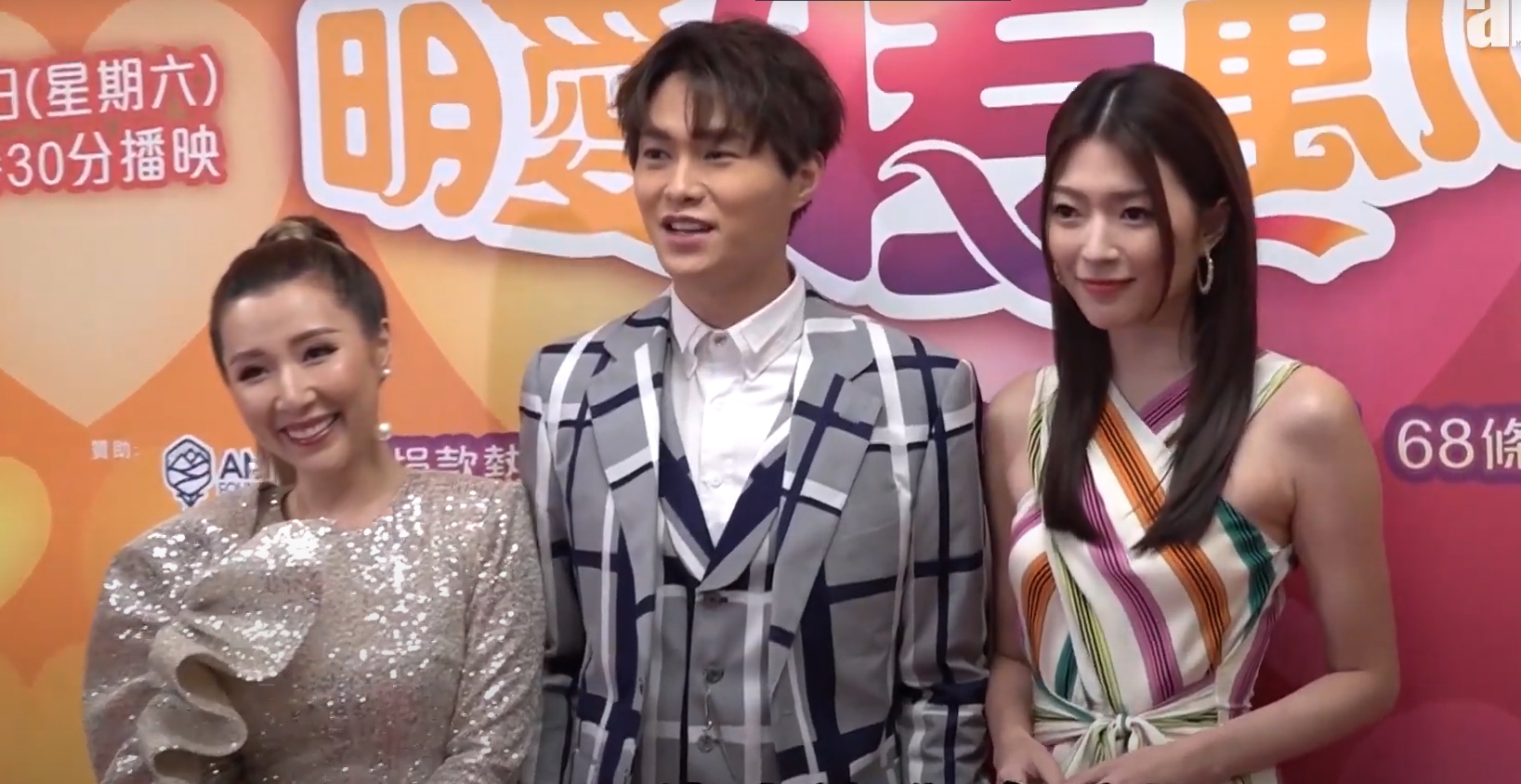
2020年，（左起）譚嘉儀、胡鴻鈞、連詩雅出席《明愛暖萬心》

| 首播   | 節目名                                           | 備註                                    |
| 2011年 | 巨聲工房                                         | 固定演出                                |
| 2018年 | 降魔的 捉妖遊戲                                  | 固定演出（飾演 莉莉）                   |
| 2019年 | 型格品味生活                                     | 固定演出（飾演 Rachel）                 |
| 2019年 | 娛樂大家                                         | 第2輯第3集嘉賓 第1、2輯娛樂家族成員之一 |
| 2019年 | 玩轉獅門娛樂天地                                 | 固定演出                                |
| 2019年 | 香港唱好演唱會                                   | 演出嘉賓                                |
| 2020年 | 金鼠賀歲迎新春                                   | 固定演出                                |
| 2020年 | 娛樂大家10點半                                   | 娛樂家族成員之一                        |
| 2020年 | 明愛暖萬心                                       | 演出嘉賓                                |
| 2020年 | 星光熠熠耀保良                                   | 演出嘉賓                                |
| 2020年 | 善心滿載仁愛堂                                   | 演出嘉賓                                |
| 2020年 | 衝上雲霄大選                                     | 固定演出                                |
| 2021年 | 明愛暖萬心                                       | 固定演出                                |
| 2021年 | 兒歌金曲SUMMERFEST                               | 固定演出                                |
| 2022年 | 慈善星輝仁濟夜                                   | 演出嘉賓                                |
| 2022年 | 虎躍騰飛迎新歲                                   | 演出嘉賓                                |
| 2022年 | 聲夢JUNIOR                                       | 康樂主任、評判                          |
| 2023年 | 萬眾同心公益金                                   | 演出嘉賓                                |
| 2023年 | 明愛暖萬心                                       | 演出嘉賓                                |
| 2023年 | 大笪地唱不停                                     | 嘉賓                                    |
| 2023年 | 香港同胞慶祝中華人民共和國成立七十四周年文藝晚會 |                                         |
| 2023年 | 獎門人台慶感謝祭                                 |                                         |
| 2023年 | 歡樂滿東華2023                                   |                                         |
| 2024年 | 慈善星輝仁濟夜                                   |                                         |

### 主持節目（無綫電視）
| 首播         | 節目名                   | 備註                                                                                     |
| 2012－2015年 | 激優一族                 | 2012年7月25日起 連同羅孝勇、周奕瑋、裕美、杜大偉、陳潔玲、劉佩玥、何廣沛及譚永浩一同主持 |
| 2014年       | 香港巨蛋音樂節2014       |                                                                                          |
| 2014－2021年 | 勁歌金曲                 | 7月20日起 連同鄭世豪、謝文欣、林師傑、周志康及林秀怡一同主持                             |
| 2014－2021年 | Music Café               | 7月25日起 連同林師傑、張明偉、謝文欣、林秀怡及周志康一同主持                             |
| 2015－2019年 | Y Angle                  | 連同周奕瑋、何廣沛、陳潔玲、譚永浩、黃庭鋒及鄺潔楹一同主持                               |
| 2015年       | 2015勁歌金曲優秀選第一回 | 連同吳業坤、鄭世豪、羅鈞滿及何雁詩一同主持                                               |
| 2015年       | 2015勁歌金曲優秀選第二回 | 連同吳業坤、羅鈞滿、鄭世豪及謝文欣一同主持                                               |
| 2015年       | J2靚聲王                 | 與林師傑一同主持                                                                         |
| 2016年       | 2016勁歌金曲優秀選第一回 | 連同吳業坤、羅鈞滿、鄭世豪及謝文欣一同主持                                               |
| 2016年       | 2016勁歌金曲優秀選第二回 | 連同崔建邦、林師傑、鄭世豪及謝文欣一同主持                                               |
| 2017年       | 這個冬天不太冷           | 連同何雁詩及鄭俊弘一同主持                                                               |
| 2017年       | 玩轉香港日與夜           | 第6集 連同謝東閔及衛志豪合作                                                             |
| 2017年       | 2017勁歌金曲優秀選第一回 | 連同周志康、伍富橋、張明偉、吳業坤、 鄭世豪、林秀怡及謝文欣一同主持                      |
| 2017年       | 2017勁歌金曲優秀選第二回 | 連同鄭世豪、周志康、林師傑及謝文欣一同主持                                               |
| 2018年       | 2018勁歌金曲優秀選第一回 | 連同周志康、林師傑及林秀怡一同主持                                                       |
| 2018年       | 無間音樂                 | 7月24日起（不定期） 與林師傑一同暫代主持                                                 |
| 2019年       | 流行經典50年（2019）     | 連同陳敏之、胡楓及鄭俊弘一同主持                                                         |
| 2019年       | 3日2夜                   | 第三輯 與周佩婷一同主持                                                                  |
| 2020－2021年 | 流行經典50年（2020）     | 連同薛家燕及鄭俊弘一同主持                                                               |
| 2023年       | 勁歌43年情．讓音樂高飛   | 與眾星一同主持                                                                           |

## 音樂作品

### 個人專輯
| 專輯 # | 專輯名稱                                        | 專輯類型   | 發行公司 | 發行日期       | 曲目 |
| 1st    | Can You See                                     | 迷你專輯   | 星夢娛樂 | 2016年12月28日 | 曲目 CD 1. 扯線木偶 2. Can You See（英)（無綫電視劇集《律政强人》插曲） 3. 水中月 4. 最後也分開 5. 印記（無綫電視劇集《我瞞結婚了》插曲） |
| 2nd    | Lonely                                          | 音樂專輯   | 星夢娛樂 | 2018年11月19日 | 曲目 CD 1. Lonely（英）（無綫電視劇集《特技人》插曲） 2. 有了你（無綫電視劇集《BB來了》主題曲） 3. 陪著你走（無綫電視劇集《不懂撒嬌的女人》插曲） 4. Amazing Grace（無綫電視劇集《救妻同學會》插曲） 5. Lonely（廣東話合唱版、與關楚耀合唱） 6. Can You See（英）（無綫電視劇集《律政强人》插曲） 7. 陪著你走（合唱版、與王浩信合唱） 8. 甜言騙局 9. 花森林（big big channel 網絡劇集《降魔的番外篇 - 首部曲》主題曲） 10. 扯線木偶 11. 冰傷 |
| 2nd    | Lonely                                          | LP音樂專輯 | 星夢娛樂 | 2018年11月19日 | 曲目 SIDE A 1. Lonely（英）（無綫電視劇集《特技人》插曲） 2. 有了你（無綫電視劇集《BB來了》主題曲） 3. 陪著你走（無綫電視劇集《不懂撒嬌的女人》插曲） 4. Amazing Grace（無綫電視劇集《救妻同學會》插曲） 5. Lonely（廣東話合唱版、與關楚耀合唱） SIDE B 1. Can You See（英）（無綫電視劇集《律政强人》插曲） 2. 陪著你走（合唱版、與王浩信合唱） 3. 甜言騙局 4. 花森林（big big channel 網絡劇集《降魔的番外篇 - 首部曲》主題曲） 5. 扯線木偶 6. 冰傷 |
| 3rd    | Can You Hear                                    | 音樂專輯   | 星夢娛樂 | 2019年12月19日 | 曲目 1. Can You Hear（無綫電視劇集《白色強人》插曲） 2. 今宵多珍重（無綫電視劇集《金宵大廈》主題曲） 3. 怎麼你不找我 4. 世事何曾是絕對（無綫電視劇集《踩過界2》插曲） 5. 願留住你（《Can You Hear》廣東話版、與馬國明合唱） 6. 我不歸去（無綫電視外購劇集《射鵰英雄傳》片尾曲） 7. Lonely（廣東話版） 8. 伴你闖蕩（無綫電視劇集《果欄中的江湖大嫂》主題曲） 9. 小堡壘 10. 星空漫步（《Can You See》廣東話版） 11. 今宵多珍重（輕快版） |
| 3rd    | Can You Hear                                    | LP音樂專輯 | 星夢娛樂 | 2019年12月19日 | 曲目 SIDE A 1. 星空漫步（《Can You See》廣東話版） 2. 怎麼你不找我 3. 願留住你（《Can You Hear》廣東話版、與馬國明合唱） 4. 今宵多珍重（無綫電視劇集《金宵大廈》主題曲） 5. 世事何曾是絕對（無綫電視劇集《踩過界2》插曲） SIDE B 1. 我不歸去（無綫電視外購劇集《射鵰英雄傳》片尾曲） 2. 小堡壘 3. 伴你闖蕩（無綫電視劇集《果欄中的江湖大嫂》主題曲） 4. Lonely（廣東話版） 5. Can You Hear（無綫電視劇集《白色強人》插曲） 6. 今宵多珍重（輕快版） |
| 4th    | Eyes On Me 新曲+精選 2022（出道十週年特別專輯） | 新曲+精選  | 星夢娛樂 | 2022年1月28日  | 曲目 CD 1. Eyes On Me 2. 天使（無綫電視劇集《寶寶大過天》主題曲）(新曲) 3. 原來有愛（無綫電視劇集《降魔的2.0》插曲）(新曲) 4. 印記（無綫電視劇集《我瞞結婚了》插曲） 5. 陪著你走（無綫電視劇集《不懂撒嬌的女人》插曲） 6. Falling in love（無綫電視劇集《愛美麗狂想曲》插曲）(新曲) 7. 喜愛便一起（無綫電視劇集《一笑渡凡間》主題曲）(新曲) 8. 想勇敢一次（無綫電視劇集《丫鬟大聯盟》主題曲）(新曲) 9. 真心不變（無綫電視劇集《大醬園》主題曲）(新曲) 10. 今宵多珍重（無綫電視劇集《金宵大廈》主題曲） 11. Lonely（英）（無綫電視劇集《特技人》插曲） 12. 怎樣去愛（無綫電視劇集《C9特工》主題曲）(新曲) 13. Christmas with you 14. 不可能發生（無綫電視劇集《智能愛人》主題曲）(新曲) 15. Can You Hear（無綫電視劇集《白色強人》插曲） |
| 5th    | Memories                                        | 翻唱專輯   | 星夢娛樂 | 2023年8月4日   | 曲目 1. 夜機 2. 早晨 3. 假如 4. 狼來了 5. 小玩意 6. 絕 7. 誰願放手 8. Love Fool 9. Close To You 10. I Will Always Love You |

### 合輯
| 專輯 # | 專輯名稱                                  | 專輯類型 | 發行公司 | 發行日期      | 曲目 |
| 1st    | My TV Love Songs 我的電視情歌集           | 合輯     | 星夢娛樂 | 2017年4月27日 | 曲目 CD 1. 從未知道你最好（陳展鵬、胡定欣） 2. 我們都受傷（吳若希） 3. 獨來獨往（羅嘉良） 4. 最真心一對（何雁詩） 5. 地盡頭（鄭俊弘） 6. 誰可改變（陳展鵬） 7. 真心真意（鄭俊弘、何雁詩） 8. 記住忘記我（許廷鏗） 9. 印記（譚嘉儀） 10. 天地不容（胡鴻鈞） 11. 問天（許廷鏗） 12. 不變的愛（蕭正楠） 13. 聽海（谷微） 14. 不可告人（王浩信） 15. Can You See（譚嘉儀） 16. 一顆不變的心（鍾嘉欣） 17. 月無聲（張繼聰） 18. 愛（吳若希）                                                                              |
| 2nd    | My TV Love Songs 我的電視情歌集（特別版） | 合輯     | 星夢娛樂 | 2017年6月8日  | 曲目 CD 1. 從未知道你最好（陳展鵬、胡定欣） 2. 我們都受傷（吳若希） 3. 獨來獨往（羅嘉良） 4. 最真心一對（何雁詩） 5. 地盡頭（鄭俊弘） 6. 誰可改變（陳展鵬） 7. 真心真意（鄭俊弘、何雁詩） 8. 記住忘記我（許廷鏗） 9. 印記（譚嘉儀） 10. 天地不容（胡鴻鈞） 11. 問天（許廷鏗） 12. 不變的愛（蕭正楠） 13. 聽海（谷微） 14. 不可告人（王浩信） 15. Can You See（譚嘉儀） 16. 一顆不變的心（鍾嘉欣） 17. 月無聲（張繼聰） 18. 愛（吳若希） Bonus CD 1. 我不會撤嬌（何雁詩） 2. 陪著你走（譚嘉儀） 3. 我不歸去（譚嘉儀） |

### 創作歌曲
| 年份   | 歌名                                | 性質             | 備註                                    |
| 2016年 | 印記                                | 作曲、作詞       | 與譚耀倫一同作曲                        |
| 2016年 | 扯線木偶                            | 作曲、作詞、編曲 | 與黃安弘一同編曲                        |
| 2017年 | 最後也分開                          | 作曲、作詞       | 與譚耀倫一同作曲                        |
| 2017年 | 花森林                              | 作曲、作詞       |                                         |
| 2017年 | 小堡壘                              | 作曲、作詞       | 與譚耀倫一同創作及 Soya Lee 共同監製    |
| 2018年 | 甜言騙局                            | 作曲、作詞、監製 | 連同譚耀倫及黃安弘共同監製              |
| 2018年 | 冰傷                                | 作曲、作詞、監製 | 與譚耀倫共同監製                        |
| 2018年 | Lonely（廣東話版）                  | 作詞             | 與關楚耀合唱                            |
| 2019年 | 願留住你（Can you hear 廣東話版）   | 作詞、監製       | 與朱俊傑共同監製、與馬國明合唱          |
| 2019年 | 怎麼你不找我                        | 作曲、作詞、監製 | 與譚耀倫一同創作及 Cousin Fung 共同監製 |
| 2019年 | 星空漫步（《Can you See》廣東話版） | 作詞             |                                         |
| 2020年 | Christmas with You                  | 作曲             |                                         |
| 2021年 | 好情人                              | 作詞、監製       | 與譚耀倫共同監製                        |
| 2021年 | Falling（廣東話版）                 | 作詞             |                                         |
| 2024年 | Be with you                         | 作曲、作詞       | 與鄭嘉嘉共同作曲                        |

### YouTube 上載歌曲[3]
| 年份     | 歌名                                     | 歌手                     | 備註                                      |
| 劇集歌曲 |                                          |                          |                                           |
| 2013年   | 續集                                     | 容祖兒                   | 網上翻唱                                  |
| 2013年   | 逃出地球                                 | 林師傑                   | 網上翻唱                                  |
| 2014年   | 想一天                                   | 陳敏之                   | 網上翻唱                                  |
| 2014年   | 護航                                     | 許廷鏗                   | 網上翻唱                                  |
| 2014年   | 眼淚的秘密                               | 吳若希                   | 網上翻唱                                  |
| 2014年   | 差半步（又名：守護者之歌）               | 陳展鵬                   | 網上翻唱                                  |
| 2015年   | 逃出地球                                 | 林師傑                   | 與林師傑網上翻唱                          |
| 2015年   | 祝君好                                   | 張智霖                   | 與胡鴻鈞網上翻唱                          |
| 2016年   | Can You See                              | 譚嘉儀                   | 原創歌曲                                  |
| 2021年   | 相聚太短                                 | 譚嘉儀                   | 《驪歌行》主題曲                          |
| 電影歌曲 |                                          |                          |                                           |
| 2014年   | A Hundred Times                          | C AllStar                | 網上翻唱                                  |
| 2015年   | 小幸運                                   | 田馥甄                   | 網上翻唱                                  |
| 特攝歌曲 |                                          |                          |                                           |
| 2012年   | W-B-X                                    | 譚嘉儀、馮允謙           | 與馮允謙合唱                              |
| 動畫歌曲 |                                          |                          |                                           |
| 2014年   | Let it go                                | 黛咪·洛瓦托              | 網上翻唱                                  |
| 2014年   | 冰心鎖                                   | 白珍寶                   | 網上翻唱                                  |
| 2015年   | 閃耀的力量                               | 譚嘉儀                   | 原創歌曲                                  |
| 流行歌曲 |                                          |                          |                                           |
| 2014年   | 特別的人                                 | 方大同                   | 與 Alan Tam 網上翻唱                      |
| 2015年   | 青春常駐                                 | 張敬軒                   | 網上翻唱                                  |
| 2015年   | 原來她不夠愛我                           | 吳業坤                   | 與吳業坤網上翻唱                          |
| 2015年   | 仁至義盡                                 | 許廷鏗                   | 與吳業坤網上翻唱                          |
| 2015年   | Say Something                            | 羅孝勇                   | 與羅孝勇網上翻唱                          |
| 2015年   | 若                                       | AGA                      | 網上翻唱                                  |
| 2015年   | 矛盾一生                                 | JW王灝兒                 | 網上翻唱                                  |
| 2015年   | 一顆不變的心                             | 鍾嘉欣                   | 網上翻唱                                  |
| 2016年   | 陽光點的歌                               | 吳業坤                   | 與吳業坤、SENZA A Cappella 網上翻唱       |
| 2016年   | 情深說話未曾講                           | 黎明                     | 網上翻唱                                  |
| 2016年   | 百姓                                     | 吳業坤                   | 網上翻唱                                  |
| 2016年   | 你好不好                                 | 周興哲                   | 網上翻唱                                  |
| 2017年   | City of Stars                            | 瑞恩·高斯林              | 網上翻唱                                  |
| 2017年   | The Fools Who Dream                      | 艾瑪·斯通                | 網上翻唱                                  |
| 2017年   | 美女與野獸                               | 安吉拉·蘭斯伯里          | 網上翻唱                                  |
| 2017年   | 長相廝守                                 | ToNick                   | 網上翻唱                                  |
| 2017年   | 至少還有你                               | 林憶蓮                   | 網上翻唱                                  |
| 2017年   | 陪著你走 / 手中沙 / 我不會撒嬌（Medley） | 盧冠廷、HANA、何雁詩     | 網上翻唱                                  |
| 2017年   | 3AM                                      | AGA                      | 網上翻唱                                  |
| 2017年   | 原來只因深愛著                           | JW王灝兒、吳業坤         | 與周志康網上翻唱                          |
| 2017年   | 最長的電影                               | 周杰倫                   | 網上翻唱                                  |
| 2017年   | 長夜                                     | IU                       | 網上翻唱                                  |
| 2018年   | 等你下課                                 | 周杰倫                   | 網上翻唱                                  |
| 2018年   | 假使世界原來不像你預期                   | 方皓玟                   | 網上翻唱                                  |
| 2018年   | 愛了很久的朋友                           | 田馥甄                   | 與黃安弘網上翻唱                          |
| 2018年   | 無悔無愧                                 | 胡定欣                   | 網上翻唱                                  |
| 2018年   | 偷聽情歌                                 | 胡鴻鈞                   | 與黃安弘網上翻唱                          |
| 2018年   | 驗傷                                     | 衛蘭                     | 網上翻唱                                  |
| 2018年   | 不為誰而作的歌                           | 林俊傑                   | 網上翻唱                                  |
| 2019年   | 有一種悲傷                               | ALin                     | 網上翻唱                                  |
| 2019年   | 怎麼了                                   | 周興哲                   | 網上翻唱                                  |
| 2019年   | Photograph / Lucky（Medley）             | 紅髮艾德、傑森·瑪耶茲    | 與羅天宇網上翻唱                          |
| 2019年   | Speechless                               | 娜歐蜜·史考特            | 網上翻唱                                  |
| 2019年   | A Whole New World                        | 布拉德·凱恩、莉亞·莎隆嘉 | 與羅天宇網上翻唱                          |
| 2019年   | 說好不哭（女生版）                       | 周杰倫                   | 網上翻唱                                  |
| 2019年   | Ending Scene                             | IU                       | 網上翻唱                                  |
| 2020年   | 兜圈                                     | 林宥嘉                   | 網上翻唱                                  |
| 2020年   | 零分                                     | JUDE                     | 網上翻唱                                  |
| 2020年   | 沒身份妒忌                               | 胡鴻鈞                   | 網上翻唱                                  |
| 2020年   | 呼吸有害                                 | 莫文蔚                   | 網上翻唱                                  |
| 2020年   | 告白氣球                                 | 周杰倫                   | 網上翻唱                                  |
| 改編歌曲 |                                          |                          |                                           |
| 2013年   | Heaven                                   | Ailee                    | 改編原曲、網上翻唱                        |
| 2014年   | My Destiny                               | LYn                      | 改編原曲、網上翻唱                        |
| 2014年   | Evening Sky                              | Ailee                    | 改編原曲、網上翻唱                        |
| 2020年   | 疫境同行                                 | 盧冠廷                   | 與星夢群星合唱                            |
| 2022年   | 今年好笑口                               | 劉德華                   | 與星夢群星及《愛·回家之開心速遞》演員合唱 |
| 2022年   | 獅子山下同心抗疫                         | 羅文                     | 與群星合唱                                |

### 派台歌曲成績
| 派台歌曲成績（四台）         | 派台歌曲成績（四台） | 派台歌曲成績（四台） | 派台歌曲成績（四台） | 派台歌曲成績（四台） | 派台歌曲成績（四台） | 派台歌曲成績（四台）                                                                                   | 派台歌曲成績（四台）                                                                                   |
| ---------------------------- | -------------------- | -------------------- | -------------------- | -------------------- | -------------------- | --- | --- |
| 唱片                         | 歌曲                 | 903                  | RTHK                 | 997                  | TVB                  | 備註                                                                                                   | 備註                                                                                                   |
| 2012年                       |                      |                      |                      |                      |                      | | |
|                              | Let's Go Celebrate   | -                    | -                    | -                    | -                    | 《Supervoice》新年版 與超級巨聲群星合唱                                                                | 《Supervoice》新年版 與超級巨聲群星合唱                                                                |
| 2016年                       |                      |                      |                      |                      |                      | | |
|                              | 財神到               | -                    | -                    | -                    | 2                    | 與星夢群星合唱 Featuring 羅蘭、胡楓、Joe Junior                                                        | 與星夢群星合唱 Featuring 羅蘭、胡楓、Joe Junior                                                        |
| Can You See                  | 印記                 | -                    | -                    | -                    | 5                    | 首支個人派台單曲 DBC華語歌曲流行指數：14                                                               | 首支個人派台單曲 DBC華語歌曲流行指數：14                                                               |
| Can You See                  | 扯線木偶             | -                    | 9                    | 5                    | 1                    | 首支冠軍歌                                                                                             | 首支冠軍歌                                                                                             |
| Can You See                  | Can You See（英）    | ×                    | ×                    | ×                    | 1                    | 無綫電視劇《律政強人》插曲 RTHK環球榜：3                                                               | 無綫電視劇《律政強人》插曲 RTHK環球榜：3                                                               |
| 2017年                       |                      |                      |                      |                      |                      | | |
| Can You See                  | 最後也分開           | -                    | -                    | 5                    | 1                    | | |
| Lonely                       | 陪著你走             | -                    | -                    | -                    | 1                    | 無綫電視劇《不懂撒嬌的女人》插曲 翻唱盧冠廷作品 hmv PLAY 本週新歌排行榜：2                             | 無綫電視劇《不懂撒嬌的女人》插曲 翻唱盧冠廷作品 hmv PLAY 本週新歌排行榜：2                             |
| Lonely                       | 陪著你走（合唱版）   | -                    | 3                    | 3                    | 1                    | 與王浩信合唱 翻唱盧冠廷作品 hmv PLAY 本週新歌排行榜：1                                                 | 與王浩信合唱 翻唱盧冠廷作品 hmv PLAY 本週新歌排行榜：1                                                 |
| Can You Hear                 | 我不歸去             | ×                    | ×                    | ×                    | 2                    | 無綫外購劇《射鵰英雄傳》香港版片尾曲                                                                   | 無綫外購劇《射鵰英雄傳》香港版片尾曲                                                                   |
| Lonely                       | 花森林               | -                    | 5                    | 3                    | 1                    | 跨年上榜 無綫網絡劇《降魔的番外篇 - 首部曲》主題曲                                                     | 跨年上榜 無綫網絡劇《降魔的番外篇 - 首部曲》主題曲                                                     |
| 2018年                       |                      |                      |                      |                      |                      | | |
| Lonely                       | 冰傷                 | -                    | 3                    | 2                    | 1                    | 加拿大至 HIT 中文歌曲排行榜：13                                                                        | 加拿大至 HIT 中文歌曲排行榜：13                                                                        |
| Lonely                       | 有了你               | ×                    | ×                    | ×                    | 3                    | 無綫電視劇《BB來了》主題曲 翻唱陳百強作品                                                              | 無綫電視劇《BB來了》主題曲 翻唱陳百強作品                                                              |
| Lonely                       | 甜言騙局             | -                    | -                    | -                    | 5                    | | |
| Lonely                       | Lonely（廣東合唱版） | ×                    | ×                    | ×                    | 3                    | 與關楚耀合唱                                                                                           | 與關楚耀合唱                                                                                           |
| 2019年                       |                      |                      |                      |                      |                      | | |
| Can You Hear                 | 怎麼你不找我         | -                    | 11                   | -                    | 1                    | 加拿大至 HIT 中文歌曲排行榜：3                                                                         | 加拿大至 HIT 中文歌曲排行榜：3                                                                         |
| Can You Hear                 | Can You Hear（英）   | ×                    | ×                    | ×                    | 1                    | 無綫電視劇《白色強人》插曲                                                                             | 無綫電視劇《白色強人》插曲                                                                             |
|                              | 有你多好             | ×                    | ×                    | ×                    | -                    | 與伍富橋、林師傑合唱 無綫電視劇《好日子》主題曲                                                        | 與伍富橋、林師傑合唱 無綫電視劇《好日子》主題曲                                                        |
| Can You Hear                 | 今宵多珍重           | -                    | -                    | 5                    | 1                    | 無綫電視劇《金宵大廈》主題曲 OT：崔萍 ~ 今宵多珍重（國） 翻唱陳百強作品 加拿大至 HIT 中文歌曲排行榜：2 | 無綫電視劇《金宵大廈》主題曲 OT：崔萍 ~ 今宵多珍重（國） 翻唱陳百強作品 加拿大至 HIT 中文歌曲排行榜：2 |
| Can You Hear                 | 願留住你             | -                    | 4                    | -                    | 2                    | 跨年上榜 《Can You Hear》廣東版 與馬國明合唱 加拿大至 HIT 中文歌曲排行榜：12                           | 跨年上榜 《Can You Hear》廣東版 與馬國明合唱 加拿大至 HIT 中文歌曲排行榜：12                           |
| 派台歌曲成績（五台）         |                      |                      |                      |                      |                      | | |
| 唱片                         | 歌曲                 | 903                  | RTHK                 | 997                  | TVB                  | ViuTV                                                                                                  | 備註                                                                                                   |
| 2020年                       |                      |                      |                      |                      |                      | | |
| Eyes On Me                   | 想勇敢一次           | ×                    | ×                    | ×                    | 4                    | × | 無綫電視劇《丫鬟大聯盟》主題曲                                                                         |
| Eyes On Me                   | 真心不變             | -                    | -                    | -                    | 1                    | × | 無綫電視劇《大醬園》主題曲                                                                             |
| Eyes On Me                   | 原來有愛             | -                    | -                    | -                    | 1                    | × | 無綫電視劇《降魔的2.0》插曲 加拿大至 HIT 中文歌曲排行榜：17                                            |
| Eyes On Me                   | 怎麼去愛             | ×                    | ×                    | ×                    | 3                    | × | 無綫電視劇《C9特工》主題曲                                                                             |
| Can You Hear                 | 世事何曾是絕對       | ×                    | ×                    | ×                    | 1                    | × | 無綫電視劇《踩過界II》片尾曲 翻唱盧冠廷作品                                                            |
| Eyes On Me                   | Christmas With You   | -                    | -                    | -                    | 5                    | × | 跨年上榜                                                                                               |
| 2021年                       |                      |                      |                      |                      |                      | | |
|                              | 好情人               | -                    | 3                    | 2                    | 3                    | × | 加拿大至 HIT 中文歌曲排行榜：14                                                                        |
| Eyes On Me                   | 不可能發生           | -                    | -                    | 5                    | 1                    | × | 無綫電視劇《智能愛人》主題曲                                                                           |
| 2022年                       |                      |                      |                      |                      |                      | | |
| Eyes On Me                   | Eyes on Me           | -                    | 2                    | 2                    | 1                    | × | 加拿大至 HIT 中文歌曲排行榜：9                                                                         |
|                              | 不散                 | -                    | -                    | -                    | 3                    | × | |
| 經典·傳承 無綫電視55周年大碟 | 雪山飛狐             | -                    | -                    | -                    | -                    | × | 與呂方合唱 翻唱呂方、關菊英作品 無綫外購劇《飛狐外傳》香港版主題曲                                     |
| 2023年                       |                      |                      |                      |                      |                      | | |
| Memories                     | 夜機                 | ×                    | ×                    | ×                    | 12                   | × | 翻唱陳慧嫻作品                                                                                         |
|                              | Complicated（英）    | ×                    | ×                    | ×                    | -                    | × | 翻唱Avril Lavigne作品                                                                                  |
| 2024年                       |                      |                      |                      |                      |                      | | |
|                              | 灰燼                 | -                    | -                    | -                    | 14                   | × | |
|                              | Be with you          | -                    | -                    | -                    | 12                   | × | 加拿大至 HIT 中文歌曲排行榜：15                                                                        |

| 各台冠軍歌總數 | 各台冠軍歌總數 | 各台冠軍歌總數 | 各台冠軍歌總數 | 各台冠軍歌總數 | 各台冠軍歌總數    | 各台冠軍歌總數    |
| -------------- | -------------- | -------------- | -------------- | -------------- | ----------------- | ----------------- |
| 四台a          | 903            | RTHK           | 997            | TVB            | 備註              | 備註              |
| 四台a          | 0              | 0              | 0              | 15             | 四台冠軍歌總數：0 | 四台冠軍歌總數：0 |
| 五台b          | 903            | RTHK           | 997            | TVB            | ViuTV             | 備註              |
| 五台b          | 0              | 0              | 0              | 5              | 0                 | 五台冠軍歌總數：0 |

- （*）仍在榜上
- （-）未能上榜
- （×）沒有派往該台
- （(1)）兩週冠軍
- ^  注解a：包括2020年後的冠軍歌曲
- ^  注解b：2020年起

### 歌唱比賽成績
| 集數 | 比賽主題             | 參賽歌曲                                                            | 原唱者                       | 分數       | 備註                                 |
| 01   | 巨聲初歌             | 《你是愛我的》                                                      | 張惠妹                       | 15 / 25    | 三選一P.K 敗馮允謙、劉智衞進入淘汰區 |
| 03   | 唱說巨聲故事（下）   | 《Can somebody》                                                    | 自創曲                       | 18 / 25    | 晉級                                 |
| 04   | 超級巨聲新勢力       | 《愛我別走》 《More Than Words》 《Baby》 《Last thing on my mind》 | 張震嶽 Extreme Justin Bieber | 19 / 25    | 與馮允謙、劉智衛合組「型格新聲」     |
| 06   | 偶像巨聲挑戰賽（下） | 《談情說愛》                                                        | 葉蒨文、鄭秀文               | 15 / 25    | 與HotCha合唱低分晉級                 |
| 07   | 世紀金曲生死戰（上）   | 《多得他》                                                          | 王菲                         | 20 / 25    | 晉級                                 |
| 10   | 決戰巨聲幫（下）     | 《無話再講》                                                        | 關心妍                       | 85.2 / 100 | 勝一幫王嘉儀                         |
| 11   | 八強決定戰           | 《我歌故我在》                                                      | 謝安琪                       | 79.2 / 100 | 三選一P.k勝劉智衞、鄭沅頤晉級        |
| 12   | 八強對唱淘汰戰       | 《Woman In Love》                                                   | Barbra Streisand             | 81 / 100   | 勝李礎業晉級                         |
| 13   | 最強越級挑戰賽（上） | 《你今晚想念的人是不是我》                                          | A-Lin                        | 81 / 100   | 敗利得彙                             |
| 15   | 決戰前夕             | 《多得他》                                                          | 王菲                         | —          | —                                    |
| 16   | 決賽—終極決戰        | 《Get Over You》                                                    | G.E.M.                       | 17%        | 本回合沒有評分 評審心水晉級          |
| 16   | 決賽—終極決戰        | 《Open Your noses》                                                 | 張妹                         | 83.1 / 100 | 未能晉級第三回合，獲得季軍           |
| 16   | 決賽—終極決戰        | —                                                                   | —                            | —          | 未能晉級，因此未演唱此歌曲           |

## 演唱會／音樂會

### 個人音樂會
| 日期              | 演唱會名稱                     | 場數 | 場地               | 主辦單位                  | 備註           |
| 2022年12月9日     | 譚嘉儀2022 Eyes On Me 演唱會   | 1    | 麥花臣場館         | TVB Music Group           | 首個個人演唱會 |
| 2024年10月25-27日 | 譚嘉儀 Be with You 演唱會 2024 | 3    | 香港賽馬會演藝劇院 | Two Ally Workshop Limited |                |

### 非個人音樂會
| 日期         | 演唱會名稱                       | 場數 | 場地             | 主辦單位 | 備註                   |
| 2022年1月1日 | 聲夢維港Party Together演唱會2022 | 1    | 中環海濱活動空間 | NEW TV   | 與一眾星夢娛樂歌手參與 |

## 曾獲獎項與提名
| 年份   | 頒獎單位                         | 獎項                   | 作品                                          | 結果             |
| ------ | -------------------------------- | ---------------------- | --------------------------------------------- | ---------------- |
| 2011年 | 超級巨聲3                        | 季軍                   | 不適用                                        | 獲獎             |
| 2011年 | 超級巨聲3                        | 飛躍進步巨聲           | 不適用                                        | 獲獎             |
| 2011年 | 超級巨聲3                        | 我最喜愛巨聲金曲       | 《多得他》                                    | 第3名            |
| 2013年 | 2012年度新城勁爆兒歌頒獎禮       | 新城勁爆兒歌           | 《W-B-X》                                     | 獲獎             |
| 2015年 | 2014年度新城勁爆勵志兒歌頒獎禮   | 新城勁爆兒歌           | 《閃耀的力量》                                | 獲獎             |
| 2016年 | 新城勁爆頒獎禮2016               | 勁爆新人               | 不適用                                        | 銅獎             |
| 2017年 | 第三十九屆十大中文金曲頒奬音樂會 | 最有前途新人獎         | 不適用                                        | 金獎             |
| 2017年 | 2016年度勁歌金曲頒獎典禮         | 最受歡迎新人獎         | 不適用                                        | 金獎             |
| 2017年 | 2017年勁歌金曲優秀選第一回       | 得獎歌曲               | 《陪著你走》                                  | 獲獎             |
| 2017年 | IFPI香港唱片銷量大獎頒獎禮2016   | 最暢銷本地女新人       | 不適用                                        | 獲獎             |
| 2017年 | TVB 馬來西亞星光薈萃頒獎典禮2017 | 最喜愛TVB劇集歌曲      | 《陪著你走》                                  | 提名             |
| 2017年 | 2017勁歌金曲優秀選第二回         | 得獎歌曲               | 《陪著你走》 （與王浩信合唱）                 | 提名             |
| 2017年 | 2017勁歌金曲優秀選第二回         | 得獎歌曲               | 《我不歸去》                                  | 獲獎             |
| 2017年 | 2017年度YAHOO!搜尋人氣大獎       | 人氣電視劇集合唱歌     | 《陪著你走》 （與王浩信合唱）                 | 獲獎             |
| 2017年 | 2017年度勁歌金曲頒獎典禮         | 最佳合唱歌曲           | 《陪著你走》 （與王浩信合唱）                 | 金獎             |
| 2017年 | 2017年度勁歌金曲頒獎典禮         | 勁歌金曲獎             | 《陪著你走》                                  | 獲獎             |
| 2017年 | 2017年度勁歌金曲頒獎典禮         | 最受歡迎歌星獎         | 不適用                                        | 提名             |
| 2017年 | 萬千星輝頒獎典禮2017             | 最受歡迎劇集歌曲       | 《印記》                                      | 提名             |
| 2017年 | 萬千星輝頒獎典禮2017             | 最受歡迎劇集歌曲       | 《陪著你走》                                  | 提名             |
| 2017年 | 萬千星輝頒獎典禮2017             | 最受歡迎劇集歌曲       | 《我不歸去》                                  | 提名             |
| 2017年 | 萬千星輝頒獎典禮2017             | 最受歡迎劇集歌曲       | 《快樂快活人》）                              | 提名             |
| 2018年 | 2018勁歌金曲優秀選第一回         | 得獎歌曲               | 《冰傷》                                      | 提名             |
| 2018年 | 2018勁歌金曲優秀選第一回         | 得獎歌曲               | 《花森林》                                    | 獲獎             |
| 2018年 | 2018年勁歌金曲優秀選第二回       | 得獎歌曲               | 《有了你》                                    | 獲獎             |
| 2018年 | 2018年勁歌金曲優秀選第二回       | 得獎歌曲               | 《Lonely》 （與關楚耀合唱）                   | 獲獎             |
| 2018年 | 萬千星輝頒獎典禮2018             | 最受歡迎電視歌曲       | 《伴你闖蕩》                                  | 提名             |
| 2018年 | 萬千星輝頒獎典禮2018             | 最受歡迎電視歌曲       | 《花森林》                                    | 提名             |
| 2018年 | 萬千星輝頒獎典禮2018             | 最受歡迎電視歌曲       | 《有了你》                                    | 提名             |
| 2018年 | 萬千星輝頒獎典禮2018             | 最受歡迎電視歌曲       | 《Lonely》                                    | 提名             |
| 2019年 | 2018勁歌金曲頒獎典禮             | 傑出表現獎             | 不適用                                        | 銀獎             |
| 2019年 | 2018勁歌金曲頒獎典禮             | 勁歌金曲獎             | 《有了你》                                    | 獲獎             |
| 2019年 | 2018勁歌金曲頒獎典禮             | 最受歡迎女歌星         | 不適用                                        | 提名             |
| 2019年 | 2019勁歌金曲優秀選第二回         | 得獎歌曲               | 《今宵多珍重》                                | 獲獎             |
| 2019年 | 2019勁歌金曲優秀選第二回         | 得獎歌曲               | 《Can You Hear》                              | 獲獎             |
| 2019年 | 2019年度新城勁爆頒獎禮           | 勁爆躍進歌手           | 不適用                                        | 獲獎             |
| 2019年 | 萬千星輝頒獎典禮2019             | 最佳節目主持           | 《流行經典50年》 （與胡楓、陳敏之、鄭俊弘）   | 提名             |
| 2019年 | 萬千星輝頒獎典禮2019             | 最受歡迎電視歌曲       | 《Can You Hear》                              | 提名             |
| 2019年 | 萬千星輝頒獎典禮2019             | 最受歡迎電視歌曲       | 《有你多好》                                  | 提名             |
| 2019年 | 萬千星輝頒獎典禮2019             | 最受歡迎電視歌曲       | 《想勇敢一次》                                | 提名             |
| 2019年 | 萬千星輝頒獎典禮2019             | 最受歡迎電視歌曲       | 《今宵多珍重》                                | 提名             |
| 2019年 | 2019年度勁歌金曲頒獎典禮         | 勁歌金曲獎             | 《今宵多珍重》                                | 獲獎             |
| 2019年 | 2019年度勁歌金曲頒獎典禮         | 勁歌金曲獎             | 《Can You Hear》                              | 獲獎             |
| 2019年 | 2019年度勁歌金曲頒獎典禮         | 最受歡迎網絡歌星獎     | 不適用                                        | 獲獎             |
| 2019年 | 2019年度勁歌金曲頒獎典禮         | 最受歡迎女歌星         | 不適用                                        | 提名             |
| 2020年 | 2020勁歌金曲優秀選第二回         | 得獎金曲               | 《怎麼去愛》                                  | 獲獎             |
| 2020年 | 2020勁歌金曲優秀選第二回         | 得獎金曲               | 《世事何曾是絕對》                            | 獲獎             |
| 2020年 | 萬千星輝頒獎典禮2020             | 最佳節目主持           | 《流行經典50年》 （與薛家燕、鄭俊弘、曹永廉） | 提名             |
| 2020年 | 萬千星輝頒獎典禮2020             | 最受歡迎電視歌曲       | 《真心不變》                                  | 提名             |
| 2020年 | 萬千星輝頒獎典禮2020             | 最受歡迎電視歌曲       | 《原來有愛》                                  | 提名             |
| 2020年 | 萬千星輝頒獎典禮2020             | 最受歡迎電視歌曲       | 《怎麼去愛》                                  | 提名             |
| 2020年 | 萬千星輝頒獎典禮2020             | 最受歡迎電視歌曲       | 《世事何曾是絕對》）                          | 提名             |
| 2020年 | 2020年度勁歌金曲頒獎典禮         | 勁歌金曲獎             | 《原來有愛》                                  | 獲獎             |
| 2020年 | 2020年度勁歌金曲頒獎典禮         | 最佳演繹女歌星         | 不適用                                        | 獲獎             |
| 2020年 | 2020年度勁歌金曲頒獎典禮         | 最受歡迎女歌星         | 不適用                                        | 提名             |
| 2021年 | 2021勁歌金曲優秀選第一回         | 得獎金曲               | 《好情人》                                    | 獲獎             |
| 2021年 | 萬千星輝頒獎典禮2021             | 最佳女主持             | 《流行經典50年》                              | 提名             |
| 2021年 | 萬千星輝頒獎典禮2021             | 最受歡迎電視歌曲       | 《Falling In Love》                           | 提名             |
| 2021年 | 萬千星輝頒獎典禮2021             | 最受歡迎電視歌曲       | 《喜愛便一起》                                | 提名             |
| 2021年 | 萬千星輝頒獎典禮2021             | 最受歡迎電視歌曲       | 《天使》                                      | 提名             |
| 2021年 | 萬千星輝頒獎典禮2021             | 最受歡迎電視歌曲       | 《相聚太短》                                  | 提名             |
| 2021年 | 萬千星輝頒獎典禮2021             | 最受歡迎電視歌曲       | 《你我她》                                    | 提名             |
| 2021年 | 萬千星輝頒獎典禮2021             | 最受歡迎電視歌曲       | 《不可能發生》                                | 提名（最後五強） |
| 2022年 | 香港金曲頒獎典禮 2021/2022       | 香港金曲最佳劇集歌曲獎 | 《不可能發生》                                | 銀獎             |
| 2023年 | 萬千星輝頒獎典禮2022             | 最受歡迎電視歌曲       | 《今宵多珍重》（粵）                          | 提名（最後五強） |

## 外部連結
- 譚嘉儀 Kayee Tam的Facebook專頁(已驗證)
- Carrie Ky Po的Facebook專頁
- 譚嘉儀 Kayee Tam的Instagram帳戶
- 譚嘉儀Kayee的新浪微博
- 《超級巨聲3》官方網站（（页面存档备份，存于））
- 超級巨聲3-譚嘉儀 Carrie Tam Office Fans Page的Facebook專頁